# Damià Bardera i Poch
Damià Bardera i Poch   (Viladamat, 1982) és un escriptor i assagista català. Alguns contes de Bardera han estat traduïts al neerlandès, al polonès a la revista Nowa Dekada Krakowska, i al croat. Aquesta darrera traducció és fruit de la participació de Bardera a les XII Jornades de Llengües i Cultures Iberoromàniques de la Universitat de Zadar celebrades el 2018.

## Obra publicada
- El penúltim vòmit (Viena Edicions, 2008)
- I alguns contes per llegir-los d'amagat (El Cep i la Nansa, 2010)
- Fauna animal (El Cep i la Nansa, 2011)
- Els homes del sac (El Cep i la Nansa, 2012)
- Mediterròniament. La catalanitat emocional (amb Eudald Espluga, Biblioteca del Núvol, 2013)[3]
- Els nens del sac (El Cep i la Nansa, 2013)
- Contes de propina (El Cep i la Nansa, 2014)
- Viladelsac (El Cep i la Nansa, 2015)
- L'home del sac: arquetip modern del no-res (Emboscall, 2015)
- Nens de llet (El Cep i la Nansa, 2016)
- Un circ al pati de casa (Empúries, 2019)
- Bèsties de companyia (Godall, 2022)[4]
- S'obre el teló (La Segona Perifèria, 2023)[5]
- Incompetències bàsiques. Crònica d’un desgavell educatiu (Pòrtic, 2024)[6]